# Kukawka (rejon solecznicki)
Kukawka (lit. Kukiškės) − wieś na Litwie, w rejonie solecznickim, 2 km na północ od Podborza, zamieszkana przez 4 ludzi. Przed II wojną światową w Polsce, w powiecie lidzkim województwa nowogródzkiego.